# Schildknorpel

Kehlkopfskelett des Menschen

Der Schildknorpel (lat. Cartilago thyroidea) ist der größte Knorpel des Kehlkopfes. Er besteht aus hyalinem Knorpel. Dieser kann im Alter verkalken oder verknöchern und dann leichter brechen.
Der Schildknorpel besteht aus zwei Seitenplatten (Laminae), die ventral zu einem Körper verschmelzen. An jeder Seitenplatte sitzt jeweils oben und unten ein „Horn“, Cornu superius und inferius. Bei Tieren zeigen diese Fortsätze nach vorn und hinten und werden als Cornu rostrale (fehlt bei Schweinen) und caudale bezeichnet. An den Seitenflächen verläuft jeweils eine schräge Linie (Linea obliqua) zum Muskelansatz.
Am Körper gibt es oben (bei Tieren vorn) einen Einschnitt, die Incisura thyroidea superior (rostralis). Sie ist durch die Schildknorpel-Zungenbein-Membran (Membrana thyrohyoidea) verschlossen. Bei Tieren, vor allem bei Pferden, ist der Körper auch hinten tief ausgeschnitten (Incisura thyroidea caudalis). Dieser Einschnitt ist durch das Ligamentum cricothyroideum verschlossen. 
Am Schildknorpelkörper entwickelt sich beim Mann während der Pubertät an der Vorderseite eine Verdickung, der Adamsapfel (Prominentia laryngea), und die Stimme wird tiefer. Bei Tieren ist diese Bildung allenfalls angedeutet. Durch eine Operation kann ein ausgeprägter Adamsapfel verkleinert werden (Larynxreduktionsplastik).